# محمد داوودی (فیلم‌نامه‌نویس)
محمد داوودی (زادهٔ ۱۳۶۸) کارگردان و فیلم‌نامه‌نویس ایرانی است. او در سی و هفتمین دورهٔ جشنوارهٔ فیلم فجر برندهٔ سیمرغ بلورین بهترین فیلمنامه برای فیلم قصر شیرین شد.
او همچنین برای فیلمنامهٔ فیلم بی‌همه‌چیز، جایزه سیمرغ بهترین فیلم‌نامه اقتباسی را از سی و نهمین جشنواره فیلم فجر گرفت.

## زندگی
محمد داوودی در سال ۱۳۶۸ در مشهد به دنیا آمد. او در سال ۱۳۸۲ در سن چهارده‌سالگی برای یکی از فیلمنامه‌هایش، برگزیدهٔ دومین جشنواره بین‌المللی فیلم رضوی به عنوانِ جوان‌ترین فیلمنامه‌نویس شد. دورهٔ فیلم‌سازی را در انجمن سینمای جوان گناباد گذراند و در کنار تحصیلات دانشگاهی تلاش کرد به یادگیری حرفه‌ای بپردازد. داوودی دوره‌های سینما و فیلم‌سازی را در حوزهٔ هنری طی کرد. او دانش‌آموختهٔ کارشناسی ارشد ادبیات نمایشی است.

## آثار
| سال  | عنوان              | سمت      | سمت     |
| سال  | عنوان              | کارگردان | نویسنده |
| ---- | ------------------ | -------- | ------- |
| ۱۴۰۰ | نگهبان شب          | نه       | آری     |
| ۱۳۹۹ | بی همه چیز         | نه       | آری     |
| ۱۳۹۷ | قصر شیرین          | نه       | آری     |
| ۱۳۹۷ | جان‌دار             | نه       | آری     |
| ۱۳۹۷ | فراموشی            | نه       | آری     |
| ۱۳۹۷ | ما همه با هم هستیم | نه       | آری     |
| ۱۳۹۴ | مات                | آری      | آری     |
| ۱۳۹۵ | نسبت خونی          | نه       | آری     |
| ۱۳۹۷ | گربه خیس           | آری      | آری     |
| ۱۳۸۵ | این خانه سیاه نیست | آری      | آری     |

## جوایز و نامزدی‌ها
| نام اثر            | جایزه                                                                   | نتیجه    |
| ------------------ | ----------------------------------------------------------------------- | -------- |
| قصر شیرین          | سیمرغ بلورین بهترین فیلمنامه (۱۳۹۷)                                     | پیروز    |
| قصر شیرین          | دیپلم افتخار بهترین فیلمنامه از سیزدهمین جشن منتقدان (۱۳۹۸)             | پیروز    |
| قصر شیرین          | بهترین فیلمنامه از نهمین جشنواره فیلم‌های ایرانی استرالیا (۲۰۲۱)         | پیروز    |
| قصر شیرین          | بهترین فیلمنامه از سیزدهمین جشنواره بین‌المللی آسیا پاسیفیک (۲۰۱۹)       | نامزدشده |
| قصر شیرین          | بهترین فیلمنامه از چهاردهمین جوایز فیلم آسیایی (۲۰۲۰)                   | نامزدشده |
| قصر شیرین          | بهترین فیلمنامه از نوزدهمین جشنواره فیلم ایمجین ایندیا (۲۰۲۰)           | نامزدشده |
| قصر شیرین          | بهترین فیلمنامه از بیستمین جشن حافظ (۱۳۹۹)                              | نامزدشده |
| بی همه چیز         | سیمرغ بلورین بهترین فیلمنامه اقتباسی (۱۳۹۹)                             | پیروز    |
| نگهبان شب          | بهترین فیلمنامه از چهلمین جشنواره فیلم فجر (۱۴۰۰)                       | نامزدشده |
| مات                | بهترین فیلمنامه از دومین جشنواره فیلم سما (۱۳۹۵)                        | پیروز    |
| مات                | بهترین کارگردانی از دومین جشنواره فیلم سما (۱۳۹۵)                       | پیروز    |
| مات                | جایزه ویژه هیئت داوران از جشنواره سایه (۱۳۹۵)                           | پیروز    |
| نسبت خونی          | بهترین فیلمنامه از سی و سومین جشنواره بین‌المللی فیلم کوتاه تهران (۱۳۹۵) | پیروز    |
| نسبت خونی          | بهترین فیلمنامه از دهمین جشنواره فیلم سایه (۱۳۹۶)                       | پیروز    |
| نسبت خونی          | بهترین فیلمنامه از دهمین جشنواره رویش (۱۳۹۶)                            | پیروز    |
| گربه خیس           | جایزه ویژه هیئت داوران از جشنواره ده (۱۳۹۸)                             | پیروز    |
| این خانه سیاه نیست | بهترین کارگردانی از هشتمین جشنواره منطقه‌ای بم (۱۳۸۵)                    | پیروز    |